# Han te Boekhorst

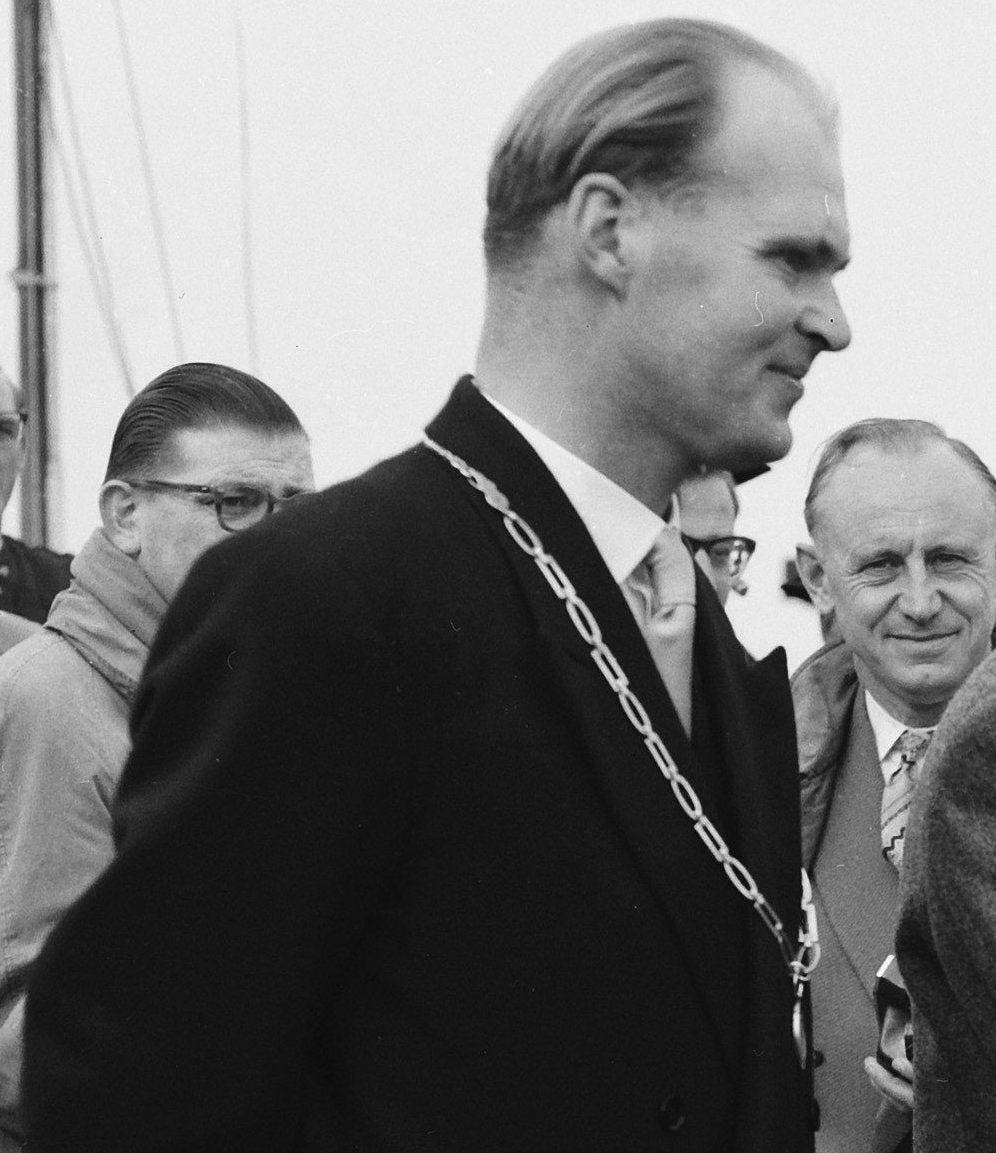
Burgemeester H.G.M. te Boekhorst (1957)

H.G.M. (Han) te Boekhorst (1925 – 27 maart 2010) was een Nederlands politicus van de PvdA.
Hij begon zijn ambtelijke loopbaan in 1944 als volontair bij de gemeentesecretarie van Sint Laurens waarna hij aan de Rijksuniversiteit Leiden is afgestudeerd in de rechten. Hij was als commies werkzaam bij de gemeentesecretarie van Diepenveen voor hij in februari 1957 benoemd werd tot burgemeester van Broek in Waterland. Later dat jaar kwam hij landelijk in het nieuws door het dichten van de nieuwe dijk tussen die gemeente en Marken waardoor Marken formeel niet langer een eiland was. Na gezondheidsproblemen werd hem in oktober 1977 ontslag verleend als burgemeesters van Broek in Waterland. Daarna was hij werkzaam als docent aan de Bestuursacademie in Tilburg. Na zijn pensionering verhuisde hij naar Amsterdam en in 2010 overleed hij op 85-jarige leeftijd.